# Benelux Tour 2021
17. ročník etapového cyklistického závodu Benelux Tour se konal mezi 30. srpnem a 5. zářím 2021. Závod dlouhý 1091,6 km vyhrál Ital Sonny Colbrelli z týmu Team Bahrain Victorious. Na druhém a třetím místě se umístili týmový kolega Colbrelliho, Slovinec Matej Mohorič, a Belgičan Victor Campenaerts (Team Qhubeka NextHash).

## Týmy
Závodu se zúčastnilo všech devatenáct UCI WorldTeamů společně se třemi UCI ProTeamy. Každý tým přijel se sedmi jezdci kromě týmů AG2R Citroën Team a Team BikeExchange s šesti jezdci, na start se však postavilo pouze 151 jezdců, protože Fabio Felline (Astana–Premier Tech) neodstartoval. Do cíle v Geraardsbergenu dojelo 93 jezdců.

### UCI WorldTeamy
- AG2R Citroën Team
- Astana–Premier Tech
- Bora–Hansgrohe
- Cofidis
- Deceuninck–Quick-Step
- EF Education–Nippo
- Groupama–FDJ
- Ineos Grenadiers
- Intermarché–Wanty–Gobert Matériaux
- Israel Start-Up Nation
- Lotto–Soudal
- Movistar Team
- Team Bahrain Victorious
- Team BikeExchange
- Team DSM
- Team Jumbo–Visma
- Team Qhubeka NextHash
- Trek–Segafredo
- UAE Team Emirates

### UCI ProTeamy
- Alpecin–Fenix
- Bingoal Pauwels Sauces WB
- Sport Vlaanderen–Baloise

## Trasa a etapy
| Etapa         | Datum         | Trasa                                   | Vzdálenost | Typ       | Typ                  | Vítěz                    |
| ------------- | ------------- | --------------------------------------- | ---------- | --------- | -------------------- | ------------------------ |
| 1             | 30. srpna     | Surhuisterveen - Dokkum                 | 169,6 km   |           | Rovinatá etapa       | Tim Merlier (BEL)        |
| 2             | 31. srpna     | Lelystad - Lelystad                     | 11,1 km    |           | Individuální časovka | Stefan Bissegger (SUI)   |
| 3             | 1. září       | Essen - Hoogerheide                     | 168,3 km   |           | Rovinatá etapa       | Taco van der Hoorn (NED) |
| 4             | 2. září       | Aalter - Ardooie                        | 166,1 km   |           | Rovinatá etapa       | Tim Merlier (BEL)        |
| 5             | 3. září       | Riemst - Bilzen                         | 188 km     |           | Zvlněná etapa        | Caleb Ewan (AUS)         |
| 6             | 4. září       | Ottignies-Louvain-la-Neuve - Houffalize | 207,6 km   |           | Zvlněná etapa        | Sonny Colbrelli (ITA)    |
| 7             | 5. září       | Namur - Geraardsbergen                  | 180,9 km   |           | Zvlněná etapa        | Matej Mohorič (SLO)      |
| Celková délka | Celková délka | Celková délka                           | 1091,6 km  | 1091,6 km | 1091,6 km            | 1091,6 km                |

## Průběžné pořadí
| Etapa          | Vítěz              | Celkové pořadí   | Bodovací soutěž  | Soutěž bojovnosti | Soutěž týmů             |
| -------------- | ------------------ | ---------------- | ---------------- | ----------------- | ----------------------- |
| 1              | Tim Merlier        | Tim Merlier      | Tim Merlier      | Arjen Livyns      | Team Bahrain Victorious |
| 2              | Stefan Bissegger   | Stefan Bissegger | Stefan Bissegger | Arjen Livyns      | Team Qhubeka NextHash   |
| 3              | Taco van der Hoorn | Stefan Bissegger | Phil Bauhaus     | Luke Durbridge    | Team Qhubeka NextHash   |
| 4              | Tim Merlier        | Stefan Bissegger | Tim Merlier      | Arjen Livyns      | Team Qhubeka NextHash   |
| 5              | Caleb Ewan         | Stefan Küng      | Tim Merlier      | Arjen Livyns      | Team Qhubeka NextHash   |
| 6              | Sonny Colbrelli    | Sonny Colbrelli  | Tim Merlier      | Arjen Livyns      | Team Bahrain Victorious |
| 7              | Matej Mohorič      | Sonny Colbrelli  | Danny van Poppel | Arjen Livyns      | Team Bahrain Victorious |
| Konečné pořadí | Konečné pořadí     | Sonny Colbrelli  | Danny van Poppel | Arjen Livyns      | Team Bahrain Victorious |

- Ve 2. etapě Phil Bauhaus, který byl druhý v bodovací soutěži, nosil modrozelený dres pro lídra bodovací soutěže, protože vedoucí závodník této soutěže, Tim Merlier, nosil modrý dres pro lídra celkového pořadí. Z toho samého důvodu nosil Tim Merlier modrozelený dres, zatímco Stefan Bissegger nosil modrý dres pro lídra celkového pořadí.

## Konečné pořadí
| Legenda | Legenda                             | Legenda | Legenda                           |
| ------- | ----------------------------------- | ------- | --------------------------------- |
|         | Označuje vítěze celkového pořadí.   |         | Označuje vítěze bodovací soutěže. |
|         | Označuje vítěze soutěže bojovnosti. |         |                                   |

### Celkové pořadí
| Pořadí | Jezdec             | Tým                     | Čas         |
| ------ | ------------------ | ----------------------- | ----------- |
| 1      | Sonny Colbrelli    | Team Bahrain Victorious | 24h 14’ 29” |
| 2      | Matej Mohorič      | Team Bahrain Victorious | + 29”       |
| 3      | Victor Campenaerts | Team Qhubeka NextHash   | + 1’ 14”    |
| 4      | Tim Wellens        | Lotto–Soudal            | + 1’ 26”    |
| 5      | Stefan Küng        | Groupama–FDJ            | + 1’ 28”    |
| 6      | Luke Durbridge     | Team BikeExchange       | + 1’ 30”    |
| 7      | Jasper Stuyven     | Trek–Segafredo          | + 1’ 37”    |
| 8      | Tiesj Benoot       | Team DSM                | + 1’ 54”    |
| 9      | Tom Dumoulin       | Team Jumbo–Visma        | + 1’ 55”    |
| 10     | Mike Teunissen     | Team Jumbo–Visma        | + 2’ 01”    |

### Bodovací soutěž
| Pořadí | Jezdec             | Tým                                | Body |
| ------ | ------------------ | ---------------------------------- | ---- |
| 1      | Danny van Poppel   | Intermarché–Wanty–Gobert Matériaux | 88   |
| 2      | Sonny Colbrelli    | Team Bahrain Victorious            | 80   |
| 3      | Tim Merlier        | Alpecin–Fenix                      | 75   |
| 4      | Christophe Laporte | Cofidis                            | 69   |
| 5      | Matej Mohorič      | Team Bahrain Victorious            | 67   |
| 6      | Peter Sagan        | Bora–Hansgrohe                     | 63   |
| 7      | Phil Bauhaus       | Team Bahrain Victorious            | 53   |
| 8      | Tom Dumoulin       | Team Jumbo–Visma                   | 49   |
| 9      | Jasper Stuyven     | Trek–Segafredo                     | 39   |
| 10     | Stefan Bissegger   | EF Education–Nippo                 | 30   |

### Soutěž bojovnosti
| Pořadí | Jezdec              | Tým                       | Body |
| ------ | ------------------- | ------------------------- | ---- |
| 1      | Arjen Livyns        | Bingoal Pauwels Sauces WB | 56   |
| 2      | Luke Durbridge      | Team BikeExchange         | 35   |
| 3      | Thomas Sprengers    | Sport Vlaanderen–Baloise  | 27   |
| 4      | Matej Mohorič       | Team Bahrain Victorious   | 20   |
| 5      | Jack Bauer          | Team BikeExchange         | 20   |
| 6      | Hugo Houle          | Astana–Premier Tech       | 20   |
| 7      | Kasper Asgreen      | Deceuninck–Quick-Step     | 18   |
| 8      | Marc Hirschi        | UAE Team Emirates         | 14   |
| 9      | Samuele Battistella | Astana–Premier Tech       | 14   |
| 10     | Mathias Norsgaard   | Movistar Team             | 10   |

### Soutěž týmů
| Pořadí | Tým                                | Čas         |
| ------ | ---------------------------------- | ----------- |
| 1      | Team Bahrain Victorious            | 72h 47’ 35” |
| 2      | Alpecin–Fenix                      | + 9’ 00”    |
| 3      | Team Jumbo–Visma                   | + 10’ 15”   |
| 4      | Ineos Grenadiers                   | + 11’ 41”   |
| 5      | Israel Start-Up Nation             | + 14’ 02”   |
| 6      | UAE Team Emirates                  | + 17’ 51”   |
| 7      | Lotto–Soudal                       | + 19’ 28”   |
| 8      | Groupama–FDJ                       | + 27’ 42”   |
| 9      | Intermarché–Wanty–Gobert Matériaux | + 29’ 08”   |
| 10     | Team Qhubeka NextHash              | + 31’ 30”   |